# Kelebia
Kelebia este un sat în districtul Kiskunhalas, județul Bács-Kiskun, Ungaria, având o populație de 2.692 de locuitori (2011). 

## Demografie
Componența etnică a satului Kelebia
     Maghiari (97,89%)
     Necunoscut (0,37%)
     Alții (1,73%)
Componența confesională a satului Kelebia
     Romano-catolici (54,27%)
     Fără religie (12,37%)
     Reformați (2,82%)
     Necunoscută (29,83%)
     Alte religii (5,98%)
Conform recensământului din 2011, satul Kelebia avea 2.692 de locuitori. Din punct de vedere etnic, majoritatea locuitorilor (97,89%) erau maghiari. Apartenența etnică nu este cunoscută în cazul a 0,37% din locuitori.  Din punct de vedere confesional, majoritatea locuitorilor (54,27%) erau romano-catolici, existând și minorități de persoane fără religie (12,37%) și reformați (2,82%). Pentru 29,83% din locuitori nu este cunoscută apartenența confesională.